# Музей Тиры доисторического времени
Музей Тиры доисторического времени (греч. Μουσείο Προϊστορικής Θήρας) — археологический музей в Греции. Расположен в малом городе Тире на одноимённом острове. Он был построен на месте старого кафедрального собора Ипапанди (Сретения Господня) Фирской, Аморгосской и Островов митрополии Элладской православной церкви, разрушенного землетрясением на Аморгосе 9 июля 1956 года. Открыт в марте 2000 года президентом Константиносом Стефанопулосом.
В музее хранится большое количество древних артефактов из различных мест раскопок на острове Тире. Самые ранние раскопки на Тире были проведены французским геологом Фердинандом Андре Фуке в 1867 году, после того, как некоторые местные жители нашли старые артефакты в карьере. Позже, в 1895—1900 годах раскопки немецкого археолога Фридриха Гиллера фон Гертрингена показали руины Древней Теры на горе Меса-Вуно. Он сосредоточился на поселении IX века до н. э., как считается, спартанской колонии.
Основные раскопки в Акротири были проведены под руководством Афинского археологического общества.

## Экспозиция
Экспозиция музея охватывает историю острова, начиная с позднего неолита до позднекикладского периода I. История Акротири восходит к 3300 году до н. э., когда город процветал, особенно в позднекикладском периоде I (XVII век до н. э.); в музее представлены находки этого периода.
Коллекции расположены в хронологическом порядке, и включают в себя керамику, скульптуры, ювелирные изделия, фрески и ритуальные предметы. Монументальное искусство настенной росписи представлено в мельчайших подробностях. Сложная сеть контактов острова с внешним миром также объяснена.
Музей представляет керамику периода неолита, найденную на острове, мраморные статуэтки и керамику раннекикладского периода.
В частности, группа объектов Кастри иллюстрирует переходный этап от позднекикладского II до позднекикладского периода III. Соответствующие объекты найдены на острове Христиани и в Акротири.
Керамика среднекикладского периода представлена серией впечатляющих кувшинов XX—XVIII веков до н. э., часто с изображением ласточки.
Также представлены металлические предметы раннекикладского периода из различных мест раскопок.